# دونكان بال
دونكان بال (بالإنجليزية: Duncan Ball)‏ هو كاتب للأطفال وكاتب أسترالي، ولد في 1941 في بوسطن في الولايات المتحدة.